# Temple maçonnique de Monmouth
Le temple maçonnique de Monmouth (Masonic Hall, Monmouth) est un bâtiment classé de grade II dans la rue Monk à Monmouth dans le comté de Monmouthshire au Pays de Galles. Il est réalisé par l'architecte George Vaughan Maddox (en). Le bâtiment marque la porte de la rue Monk et fait partie des défenses originales de la ville. Avant sa conversion en 1846 en temple maçonnique, le bâtiment servit de théâtre. Après plus de 150 ans d'hébergement de la Loyal Monmouth Lodge no 457, le temple subit les dégâts d'un incendie supposé criminel. La loge qui occupe le bâtiment est la plus ancienne loge maçonnique existante dans le Monmouthshire.

## Historique et architecture
Le temple maçonnique est un bâtiment du  XIXe siècle classé grade II sur la rue Monk à Monmouth,,Il est conçu par George Vaughan Maddox (1802-1864), fils de James Maddox, également architecte et constructeur de Monmouth. Il est édifie en 1846. Neuf ans plus tôt, l'architecte avait utilisé un modèle similaire pour l'église méthodiste de Monmouth sur Saint James Street, un bâtiment classé grade II également et l'un des 24 bâtiments à plaque bleue à Monmouth qui marque le  « Sentier du patrimoine », La temple a une façade classique et un toit en ardoise. La façade du bâtiment à deux étages comporte cinq fenêtres asymétriques, deux à gauche et trois à droite, et une sixième à grand cintre, centrée sur la porte principale. Les murs extérieurs du bâtiment sont crépis. Le symbole maçonnique de l’équerre et du compas est visible au-dessus de chacune des deux portes latérales symétriquement positionnées.
Un mur incurvé à la droite de l'entrée du temple maçonnique est censé indiquer l'emplacement d'une partie de la porte de Monks, La porte, indiquée sur la carte 1610 de Monmouth  par le cartographe John Speed, était une composante des murs et des défenses de la ville qui ont été construits vers 1300. Les portes de la ville ont survécu aux murs en 1710. Le bâtiment sur ce site au début du XIXe siècle a été occupé par un théâtre de 1838 à 1844. Il est converti en temple maçonnique en 1846 par l’architecte Maddox qui lui donne une nouvelle façade. Cependant, l'intérieur garde de nombreuses traces de son utilité originale en tant que théâtre. En février 2012, BBC News rapporte que l'architecte Rob Firman achève un projet de visite et de documentation de chaque théâtre et bâtiment classé dans le sud du Pays de Galles.

## Loge maçonnique
La province maçonnique du Monmouthshire est établie en 1753. Une des plus anciennes loges maçonniques du Monmouthshire  tenait ses réunions à The Crown and Thistle Inn, mais cette loge ne survécut pas. La loge maçonnique la plus ancienne du comté est la Loyal Monmouth Lodge no 457. Avec une patente datée du 21 décembre 1838, elle est établie en 1839 à l'origine sous le nom de Loge maçonnique no 671. En 2017, elle continue de se réunir à Monmouth,. Le bâtiment dans lequel elle se réunit est le premier dans le comté à être utilisé principalement à des fins maçonniques.

## Incendie
En avril 2005, une enquête est lancée pour déterminer la cause d'un incendie qui a causé d'importants dommages au temple maçonnique de la rue Monk et qui a pris une demi-heure pour être maitrisé. Tout le bâtiment subit des dommages dus à la fumée. Le bâtiment abritait non seulement la loge originelle de Monmouth, mais pendant dix ans, il a également servi de maison du gardien qui était parti en vacances quand l'incendie s'est déclaré. L'enquête sur l'incendie a abouti à l'arrestation d'un homme local soupçonné d'incendie criminel.
Le bâtiment continue d'être utilisé. En septembre 2011, le temple maçonnique participe  à des portes ouvertes à l'occasion des « Journées européennes du patrimoine au Pays de Galles ». Cette journée a été retenue comme « la plus grande célébration de l'architecture et du patrimoine du pays de Galles ». Localement, la célébration était intitulée « Portes ouvertes à Monmouth » et a attiré une forte participation à Monmouth. Le temple maçonnique est l'un vingt bâtiments qui accueillent les visiteurs pendant le week-end du 10-11 septembre.